# 羅維 (導演)
羅維（罗马拼音：Lo Wei，1918年12月12日—1996年1月20日），香港電影演員兼導演。

## 生平
羅維原名张忠林，过继舅舅以后改名罗晶，於1918年出生於江蘇，中國抗日戰爭時曾參與過抗日戲劇活動。1948年移居香港，進入永華影業公司擔任演員。在1950年代曾演出過數十部電影。1957年组建四维公司。1961年加入國際電影懋業（電懋），任職導演及編劇。其後他於1965年進入邵氏公司；在1970年加入了嘉禾電影當導演。起用李小龙主演5部功夫片，掀起世界功夫片热潮。《唐山大兄》及《精武門》兩部片都在當時收逾百萬港元票房，破了當時的紀錄，其中《精武門》還獲得了第10屆金馬獎優等劇情片。1973年7月李小龍突然逝世，羅維在無綫電視的專訪中表現激動並眼泛淚光，表示李雖然曾侮辱過其本人，但畢竟也為李執導幾套電影，因此對李突然身亡一事難以置信。 
1975年自立门户，创建羅維影業公司。将准备转行做厨师的成龍从澳大利亚召回，出演《新精武门》、《少林木人巷》、《劍花煙雨江南》等多部成龙主演的影片，但反响都一般。1978年外借成龙给吴思远拍《蛇形刁手》、《醉拳》大获成功。1979年，罗维启用新手曾志偉做导演，拍出《踢馆》和《贼赃》两部无厘头功夫喜剧票房丰收。还在台湾开设有一家丰年公司。罗维获得李连杰拍摄时装动作片《龙在天涯》。1980年代，羅維多擔任監製和出品人職位，並耗资1800万拍摄大刀王五与谭嗣同的故事《一刀傾城》(導演:洪金寶)卻票房惨淡。最后事业一落千丈，赔光了家底，晚景凄凉。1996年1月20日，77岁的羅維因心臟病去世。

## 個人生活
羅維有过3段婚姻，首任妻子周梦萍为他诞下6女1子。1953年，罗维与劉亮華（1933-2014）结为夫妻，育有1子， 1975年离异。1975年，罗维与许丽华结为夫妻。
羅維與周夢萍留下多位後人，其中，曾外孫女礼美limeism在日本出生成長，是一名創作歌手。

## 作品

### 演員
- 《國魂》(1948) 饰 家鉉翁
- 《清宫秘史》（1948年）饰 袁世凯
- 《春雷》(1949) 饰 報告員
- 《春城花落》(1949) 饰 方日彥
- 《大凉山恩仇记》（1949年）饰 亞猛
- 《海誓》(1949) 饰 顧三
- 《爱的俘虏》（1951年）
- 《神鬼人》（1952年）
- 《丈夫日记》（1953年）
- 《碧血黄花》（1954年）
- 《桃花江》（1956年）
- 《鲜牡丹》（1956年）
- 《窈窕淑女》（1957年）
- 《貂蝉》（1958年）
- 《想入非非》（1958年）
- 《怒海情仇》（1965年）
- 《斷魂谷》（1968年）
- 《精武門》（1972年）饰 探長
- 《神行太保》（1989年）饰 新報社長
- 《江湖最後一個大佬》（1990年）客串

### 導演
- 《怒海情仇》（1965年）
- 《金菩薩》（1966年）
- 《鐵觀音》（1967年）
- 《女俠黑蝴蝶》（1968年）
- 《斷魂谷》（1968年）
- 《虎膽》（1969年）
- 《龍門金劍》（1969年）
- 《五虎屠龍》（1970年）
- 《影子神鞭》（1971年）
- 《冰天俠女》（1971年）
- 《唐山大兄》（1971年）
- 《精武門》（1972年）
- 《馬路小英雄》（1973年）
- 《冷面虎》（1973年）
- 《海員七號》（1973年）
- 《龍虎金剛》（1973年）
- 《鐵娃》（1973年）
- 《小英雄大鬧唐人街》（1974年）
- 《綽頭狀元》（1974年）
- 《新精武門》（1976年）
- 《劍花煙雨江南》（1977年）
- 《飛渡捲雲山》（1978年）
- 《龍拳》（1979年）

## 外部連結
- 羅維在香港影庫上的簡介